# Дегтярный переулок (Санкт-Петербург)
Дегтя́рный переу́лок — переулок в Центральном районе Санкт-Петербурга. Проходит от улицы Моисеенко до Новгородской улицы. На юг продолжается Дегтярной улицей.

## История
Первоначально, с 1821 по 1829 год, переулок назывался Глухи́м. Он шел от Суворовского проспекта (посередине сквера Финансистов) углом до улицы Моисеенко. На плане 1835 года был обозначен как Криво́й переулок; названия связано с конфигурацией.
Современное название известно с 1836 года. Оно дано по Дегтярной улице, продолжением которой служит переулок. В 1837—1883 годах существовал вариант написания Дехтярный переулок.
Около 1858 года нумерация домов в переулке была изменена на противоположную.
22 августа (3 сентября) 1880 года в Дегтярном переулке инженер Фëдор Пироцкий продемонстрировал на переоборудованном 85-метровом участке рельсов у угла с Болотной улицей (ныне – улица Моисеенко) перемещение вагона конки, приводимого в движения электродвигателем. Этот эксперимент считается первым публичным опытом применения трамвая.
Современные границы Дегтярный переулок приобрел в 1961 года, когда к нему присоединили Новопроло́женную улицу (она шла от поворота до Новгородской улицы; ее название известно с 1955 года). Старый участок от Суворовского проспекта тогда же стал безымянным внутриквартальным проездом.

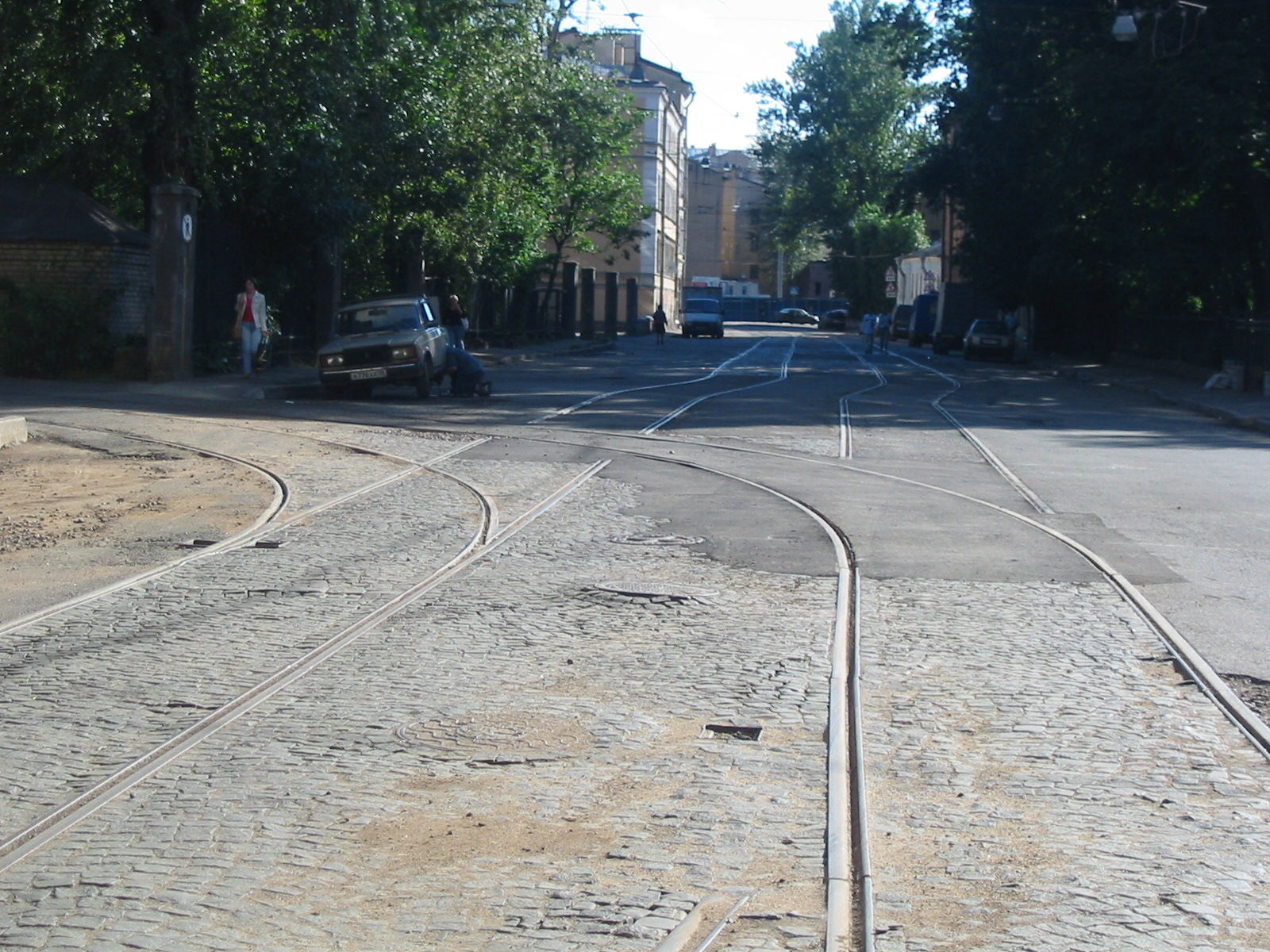
Трамвайные пути в Дегтярном переулке, заезд в трамвайный парк 4 (2005)

До закрытия в 2005 году трамвайного парка № 4 по Дегтярному переулку ходил трамвай. Трамвайные пути продолжали лежать в окружении диабазовой брусчатки до 2017 года, когда их демонтировали в рамках ремонта проезжей части.

## Транспорт
Ближайшие станции метро — «Площадь Восстания» и «Чернышевская».

## Застройка
- № 1/8а — жилой дом (1899[7])
- № 1б — офисное здание (2022[8])
- № 2 — особняк Аккермана (1875). В 2011—2012 годах здание было незаконно надстроено вторым этажом для нужд ресторана[9].
- № 3 — бывший административный дом Рождественского трамвайного парка (1914,  памятник архитектуры (региональный)). В настоящее время заброшен, планируется капитальный ремонт для размещения судебного участка мировых судей Центрального района Санкт-Петербурга[10].
  - № 3 (несколько литер) — трамвайный парк. Был открыт в 1876 году как Рождественский коночный парк, с 1914 года — Рождественский трамвайный парк. В 1922 году название Рождественский было упразднено, вместо него парку присвоен № 4 и имя В. С. Смирнова. С 1936 года по 1940 год из трамвайного парка № 4 наряду с трамваями на линию выпускались троллейбусы. В 2005 году парк был закрыт. В 2008 году была снесена бо́льшая часть построек трампарка[11]. В 2014 году снесли дом 3, литера В[12].
- № 4 — жилой дом (1846[7])
- № 5 — трансформаторная подстанция Рождественского трамвайного парка (1906[13],  памятник архитектуры (региональный))
- № 6 — жилой дом (1898[7])
- № 7 — особняк Григорьева (1882). В 2012 году здание реконструировали под гостиницу без существенного изменения внешнего облика[14].
- № 8-10 — жилой дом (1902—1906[7])
- № 11 — офисные здания (2013[15])
- № 12 — нежилое здание (1885[7])
- № 14/5 — жилой дом (1905[7])
- № 20 — жилой дом (1897[7])
- № 22 — жилой дом (1897[7])
- № 24 — школа (1937[7])
- № 26 — жилой дом (2016). Является неточной копией доходного дома, построенного в 1905 году и снесенного в 2014 году[16].
- № 28 — жилой дом (1958[7])